# Kuwait en los Juegos Olímpicos de Barcelona 1992
Kuwait estuvo representado en los Juegos Olímpicos de Barcelona 1992 por un total de 32 deportistas masculinos que compitieron en 7 deportes.
El equipo olímpico kuwaití no obtuvo ninguna medalla en estos Juegos.